# Charles de Wendel
Pour les autres membres de la famille, voir Famille de Wendel.
Alexis Charles de Wendel d'Hayange est un entrepreneur et un homme politique français, né le 13 décembre 1809 à Metz et mort à Paris le 15 avril 1870 (en son hôtel de la rue de Clichy).

## Biographie
Fils de François de Wendel (1778-1825) et de Joséphine de Fischer de Dicourt, il étudie au Collège Stanislas de Paris.
Il épouse le 29 mai 1843 à Souhey (Côte-d'Or), Jeanne Marie de Pechpeyrou Comminges de Guitaut.
Il eut trois enfants :
- Henri de Wendel (1844-1906)
- Robert de Wendel (1847-1903)
- Caroline de Wendel (1851-1939), épouse du marquis Pierre de Montaigu

Il sera élu député de la Moselle sous la seconde république et le second empire.

### Forges familiales de Wendel
La dynastie industrielle de Wendel a été fondée en 1704, Jean-Martin Wendel achetant les forges de Hayange en Lorraine. L’entreprise confisquée sous la Révolution, après l'émigration forcée, est rachetée par François de Wendel en 1803 et celui-ci va assurer la modernisation des forges.
Après la mort de son père François, en 1825, Charles de Wendel est associé dans la nouvelle société créée par sa mère pour conserver l’exploitation des usines à la famille. Reçu à Polytechnique en 1828 sans y entrer, il va ensuite étudier en Angleterre les procédés les plus modernes et rejoint son beau-frère Théodore de Gargan (1791-1853), lui aussi polytechnicien et ingénieur des mines, à la tête de l’entreprise en 1834. Lors de la crise que subit la métallurgie entre 1847 et 1850, il est aidé par la Banque de France qu’il rembourse intégralement en 1851. 
Après le décès de Gargan en 1853, Charles demeure l’unique patron. Sans conseil d’administration, il décide seul et dirige seul un ensemble industriel réparti sur quatre sites et occupant 7 000 ouvriers : Hayange, Moyeuvre, Stiring-Wendel qu'il a créée. Il n’hésite pas en 1863 à arrêter ses usines pour assurer leur modernisation.
Maître de forges lors de la difficile période de la métallurgie entre 1847 et 1850, gérant de Wendel et administrateur de la Compagnie des chemins de fer de l'Est, il est conseiller général du canton de Thionville de 1848  à 1870 et député de la Moselle du 13 mai 1849 au 19 février 1867, siégeant dans la majorité dynastique.

### Stiring-Wendel

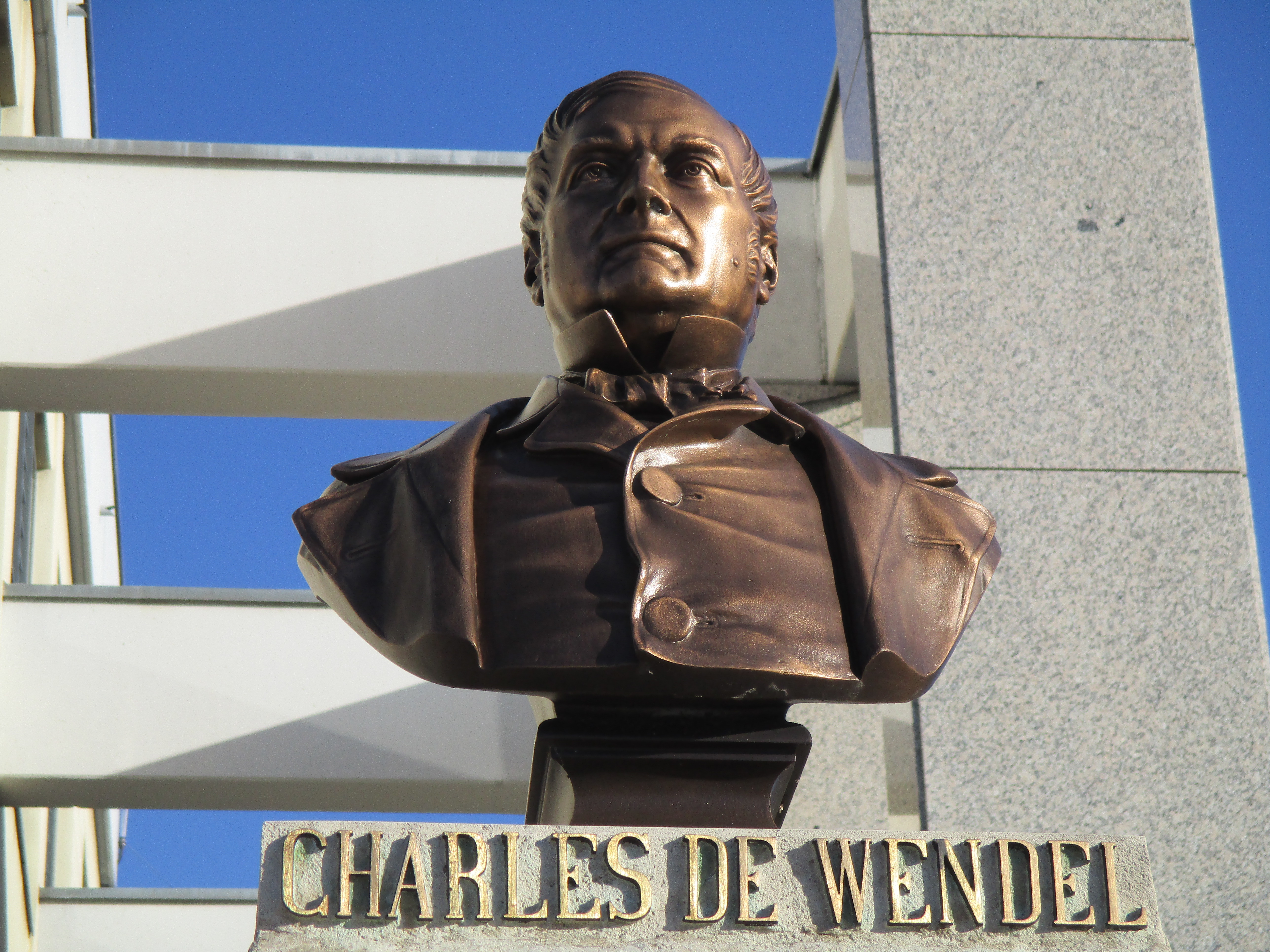
Buste de Charles de Wendel, par Anatole Marquet de Vasselot (1873), devant la mairie de Stiring-Wendel.

Son nom est avant tout associé à la création de Stiring-Wendel. Stiring est situé sur le territoire français mais à quelques dizaines de mètres des mines allemandes, utilisant le coke allemand puis celui extrait de la mine du carreau Wendel et le minerai de fer lorrain. 
À Stiring-Wendel, il fonde une cité modèle, érigée en commune et inaugurée par Napoléon III en 1857, pour loger les ouvriers avec une église, un presbytère et deux écoles payées de ses deniers. Il crée des économats de ravitaillement, puis des coopératives pour fournir de la nourriture à bas prix à ses ouvriers. Il élabore des plans d’aide et dès 1836 les secours gratuits sont organisés pour les malades et les blessés. En 1866 est institué un régime d’indemnité de maladie et d’assistance aux familles en cas d’accident. Des pensions, retraites et récompenses pour l’ancienneté sont mis en place. Tout ouvrier ou employé peut être reçu par Charles de Wendel, qui est également député de la Moselle. À sa mort, l’entreprise Wendel était la première entreprise sidérurgique de France. 
Charles de Wendel mourut dans son hôtel parisien de la rue de Clichy le 15 avril 1870 et fut inhumé à Hayange. Il avait été reçu chevalier de la Légion d'honneur.
Réapparition d'un bureau de De Wendel
Un bureau plat d'apparat en "marqueterie Boulle" à retrait central, chutes en masques d'hommes barbus et sabots en pattes de lion, réalisé pour lui en 1859 par l'ébéniste parisien Joseph Cremer (1811-après 1878) a figuré à une vente mobilière à Paris le 1/06/2022 (reprod. coul. dans "La Gazette Drouot"  n°20 - 20/05/2022, p. 64).